# 15359 Dressler
15359 Dressler è un asteroide della fascia principale. Scoperto nel 1995, presenta un'orbita caratterizzata da un semiasse maggiore pari a 2,7570018 UA e da un'eccentricità di 0,0387926, inclinata di 4,85607° rispetto all'eclittica.